# IC 4366
IC 4366 је спирална галаксија у сазвјежђу Кентаур која се налази на листи објеката дубоког неба у Индекс каталогу.
Деклинација објекта је - 33° 45' 39" а ректасцензија 14h 5m 11,3s. Привидна величина (магнитуда) објекта IC 4366 износи 12,6 а фотографска магнитуда 13,3. IC 4366 је још познат и под ознакама ESO 384-45, MCG -5-33-42, IRAS 14022-3331, PGC 50230.